# In a Cello Mood
In a Cello Mood è un album raccolta di Oscar Pettiford, pubblicato dalla Fresh Sound Records nel 2007. Il disco contiene brani incisi dal 1952 al 1954.

## Tracce
1. Cello Again – 2:38 (Oscar Pettiford) – Registrato il 21 febbraio 1952
2. Ah-Dee-Dong Blues – 2:29 (Oscar Pettiford) – Registrato il 21 febbraio 1952
3. Sonny Boy – 2:52 (De Sylva, Brown, Henderson, Jolson) – Registrato il 21 febbraio 1952
4. I'm Beginning to See the Light – 2:50 (James, Ellington, Hodges, George) – Registrato il 21 febbraio 1952
5. In a Cello Mood – 2:26 (Harry Babasin) – Registrato nel giugno del 1953 a Los Angeles, California
6. Blues in the Closet – 3:15 (Oscar Pettiford) – Registrato nel giugno del 1953 a Los Angeles, California
7. Monti Celli – 3:18 (Harry Babasin) – Registrato nel giugno del 1953 a Los Angeles, California
8. Too Marvelous for Words – 3:01 (Johnny Mercer, Whiting) – Registrato nel giugno del 1953 a Los Angeles, California
9. The Pendulum at Falcon's Lair – 4:44 (Oscar Pettiford) – Registrato il 29 dicembre 1953 a New York
10. Tamalpais – 3:54 (Oscar Pettiford) – Registrato il 29 dicembre 1953 a New York
11. Jack the Fieldstalker – 4:34 (Oscar Pettiford) – Registrato il 29 dicembre 1953 a New York
12. Stockholm Sweetin' – 4:14 (Quincy Jones) – Registrato il 29 dicembre 1953 a New York
13. Low and Behold – 3:28 (Oscar Pettiford) – Registrato il 29 dicembre 1953 a New York
14. Sextette – 2:53 (Gerry Mulligan) – Registrato nel settembre del 1954 a New York
15. Golden Touch – 2:31 (Quincy Jones) – Registrato nel settembre del 1954 a New York
16. Cable Car – 2:18 (Oscar Pettiford) – Registrato nel settembre del 1954 a New York
17. Tricotism – 2:39 (Oscar Pettiford) – Registrato nel settembre del 1954 a New York
18. The Edge of Love – 2:21 (Goode, Baker, Ables) – Registrato nel settembre del 1954 a New York
19. Rides Again – 2:33 (Oscar Pettiford) – Registrato nel settembre del 1954 a New York

## Musicisti
Brani 1, 2, 3 e 4
- Oscar Pettiford - violoncello, leader
- Billy Taylor - pianoforte
- Charles Mingus - contrabbasso
- Charlie Smith - batteria

Brani 5, 6, 7 e 8
- Oscar Pettiford - violoncello
- Harry Baba - violoncello
- Arnold Ross - pianoforte
- Joe Comfort - contrabbasso
- Alvin Stoller - batteria

Brani 9, 10, 11, 12 e 13
- Oscar Pettiford - violoncello (tranne brano: 10)
- Oscar Pettiford - contrabbasso (solo brano: 10)
- Phil Urso - sassofono tenore
- Julius Watkins - corno francese
- Walter Bishop Jr. - pianoforte
- Charles Mingus - contrabbasso (tranne brano: 10)
- Percy Brice - batteria
- Quincy Jones - arrangiamenti

Brani 14, 15, 16, 17, 18 e 19
- Oscar Pettiford - contrabbasso
- Oscar Pettiford - violoncello
- Charlie Rouse - sassofono tenore
- Duke Jordan - pianoforte
- Julius Watkins - corno francese
- Ron Jefferson - batteria[2]